# Ken Tokura
Ken Tokura (都倉 賢 Tokura Ken?, Shibuya, Tokio, 16 de junio de 1986) es un futbolista japonés que juega como delantero en el Tochigi City F. C. de la J3 League.

## Trayectoria

### Clubes
| Club                        | País  | Año       |
| --------------------------- | ----- | --------- |
| Kawasaki Frontale           | Japón | 2005-2008 |
| Thespa Kusatsu              | Japón | 2008-2009 |
| Vissel Kobe                 | Japón | 2010-2013 |
| Hokkaido Consadole Sapporo  | Japón | 2014-2018 |
| Cerezo Osaka                | Japón | 2019-2020 |
| V-Varen Nagasaki            | Japón | 2021-2023 |
| Iwate Grulla Morioka        | Japón | 2024-     |
| Tochigi City F. C. (cedido) | Japón | 2025-     |